# Carlo Asinari
Carlo Giuseppe Maria Ferdinando Asinari di San Marzano (Torino, 3 novembre 1884 – Roma, 2 febbraio 1953) è stato un cavaliere italiano, vincitore di una medaglia di bronzo, montando il cavallo Varone, con la squadra italiana di equitazione alle Olimpiadi di Anversa del 1920 nel salto ostacoli a squadre (insieme a Ettore Caffaratti, Giulio Cacciandra e Alessandro Alvisi), mentre non gli fu assegnata la medaglia d'argento nel completo a squadre, perché assente in finale, anche se aveva partecipato alle eliminatorie.

## Palmarès
| Anno | Manifestazione  | Sede    | Evento                   | Risultato |
| ---- | --------------- | ------- | ------------------------ | --------- |
| 1920 | Giochi olimpici | Anversa | Salto ostacoli a squadre | Bronzo    |